# فریباماهی شکم‌سیاه
فریباماهی شکم‌سیاه (نام علمی: Rhinecanthus verrucosus) نام یک گونه از تیره فریباماهیان است.